# Сенькин, Сергей Максимович
Сергей Максимович Сенькин (1911 — 6 мая 1945) — полный кавалер Ордена Славы, командир разведывательного отделения 518-го стрелкового полка 129-й стрелковой дивизии 3-й армии 1-го Белорусского фронта, старший сержант помощник командира взвода пешей разведки 518-го стрелкового полка 129-й стрелковой дивизии 3-й армии 2-го Белорусского фронта, старшина.

## Биография
В Красной Армии с 1940 года. Участник Великой Отечественной войны с августа 1941 года.
29 июня 1944 года с группой разведчиков взял в плен несколько пехотинцев. 18 июля 1944 года за образцовое выполнение заданий командования награждён орденом Славы 3-й степени.
1 августа 1944 года отделение Сергея Сенькина автоматным огнём и гранатами отразило контратаку врага и, преследуя его, ворвалось на окраину города. 25 сентября 1944 года за образцовое выполнение заданий командования награждён орденом Славы 2-й степени.
21 января 1945 года у города Ортельсбург с отделением зашёл во фланг и атаковав, уничтожил до пятнадцати солдат, обратив остальных в бегство.
Указом Президиума Верховного Совета СССР от 10 апреля 1945 года за образцовое выполнение заданий командования старшина Сенькин Сергей Максимович награждён орденом Славы 1-й степени, став полным кавалером ордена Славы.
С. М. Сенькин погиб в бою 6 мая 1945 года.